# Camenta elongata
Camenta elongata är en skalbaggsart som beskrevs av Frey 1960. Camenta elongata ingår i släktet Camenta och familjen Melolonthidae. Inga underarter finns listade.